# Naaktoogduif
De naaktoogduif (Patagioenas corensis) is een vogel uit de familie Columbidae (duiven).

## Verspreiding en leefgebied
Deze soort komt voor in Colombia, Venezuela en de Nederlandse Antillen.